# HJIM van Gasteren

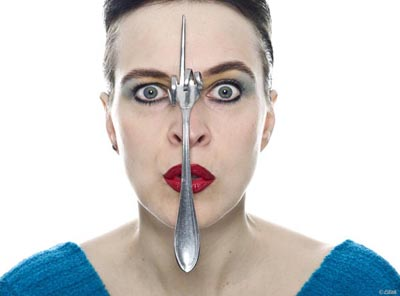
2009:Let the fork do the talking

HJIM van Gasteren (abans coneguda com a Lilith), pseudònim de Henriette Johanna Ignatia Maria van Gasteren (Sevenum, 9 de setembre de 1964), és una Fotògraf d'art i arts visuals holandesa. Alguns dels temes que repeteixen en la seva obra són la identitat, la dona, els arquetips femenins, la flexió de gènere, la llibertat i la igualtat.

## Biografia
Henriëtte van Gasteren, Amstelveen, Països Baixos El fotògraf guanyador del premi Henriëtte van Gasteren, va néixer el 1964 a Sevenum, Holanda. Ella és una artista fotogràfica, que ha estat àmpliament exposada a tot el territori nacional i internacional. Utilitza autoretrats per oferir un comentari sobre la imatge de la dona actual. Els seus temes recurrents inclouen identitat, rols de gènere, llibertat, igualtat, religió i els aspectes positius i negatius de l'experiència humana. La seva obra és de vegades divertida, sovint sensual, sovint confrontativa i sempre original i perspicaç. La seva obra pertany a col·leccions museístiques internacionals i és freqüentment recopilada per col·leccionistes d'art contemporani. Henriëtte actualment resideix i treballa als Països Baixos. Declaració de l'artista Les persones són vulnerables. Poden ser ferits, severament, i això és aterridor. Amb la globalització i la revolució en línia, tot el món es pot exposar a aquells amb intencions dolentes. Al mateix temps, la bondat i la bondat s'estenen com mai abans. Per a mi, com a artista, aquesta vulnerabilitat innata de la humanitat representa la forma última de la bondat. El meu art, cada autoretrat, és una forma d'expedició, un pas a la vegada, per descobrir els contorns d'aquesta vulnerabilitat interior. D'aquesta manera, a través de la meva fotografia, puc redescobrir i reactivar la meva fe en la humanitat.

### Privat
Soci: Henk Temming

## Els llibres
- 2012: Risja of un conte per la Lilith – Això em pica ISBN 978-90-819714-0-92013 Error en ISBN: longitud ni 10 ni 13 (Risja, a story by Lilith – This is bugging me)
- 2013: Una casa no és una Llar ISBN 978-90-819714-1-62015 Error en ISBN: longitud ni 10 ni 13 (A house is not a home)
- 2015: Sobre les putes & les madones (amb sonets de Paul Sterk) ISBN 978-90-6216-963-42016 Error en ISBN: longitud ni 10 ni 13 (Over hoeren & madonna’s)
- 2016: Nedant nu ISBN 978-90-819714-2-3 (Skinny Dipping)
- 2020: HJIM, Greatest hits ISBN 978-90-819714-3-0

## Museus
- Museu van Bommel van Dam, Venlo, Holanda
- Museu d'art modern Ikob, Eupen, Belgica
- Museu Limburg, Venlo, Holanda
- Museu Municipal Jacob van Horne, Weert, Holanda
- NL CODA museu, Apeldoorn, Holanda